# 大洛赫
大洛赫（羅馬化：Velykyi Loh），或按俄语译作大洛格（俄语：Великий Лог），是位於烏克蘭東部的市級鎮，由盧甘斯克州盧甘斯克區的青年近衛軍城市鎮負責管轄。該鎮始建於1762年，面積4.23平方公里，海拔高度83米，2013年人口629，人口密度每平方公里148.7人。
该市级镇作为克拉斯诺顿区的一部分，自2014年以来处于卢甘斯克人民共和国的控制之下。因此该市级镇仍实际上隶属于已被乌克兰政府废除的克拉斯诺顿区。